# 관동군
관동군(일본어: 関東軍 간토군[*], 영어: Kwantung Army; KA)은 일본 제국이 세운 괴뢰 정권이었던 만주국에 상주(常駐)한 일본 제국 육군소속 부대이다. 용어 자체는 산해관(山海關)의 동쪽에 주둔한 일본군이라고 해서 붙여진 이름이다.

## 역할
일본 제국은 중국을 침공하는 전진기지로서 만주를 활용하고 있어서 관동군은 그 주변지에서 일본이 지배하는 지역을 확대하고 중국을 침략하는 선봉으로서 다양한 음모 공작과 작전을 수행하였다.
1928년에는 참모 고모토 다이사쿠(河本大作)가 장쭤린(張作霖)을 폭사시켰고, 1931년에는 참모 이타가키 세이시로(板垣征四郞)와 이시와라 간지(石原莞爾)이 만주사변을 획책해 1932년 일본 제국의 괴뢰 정권인 만주국을 세웠다. 1932년에 관동군 사령관이 주만(駐滿) 특명전권대사(特命全權大使)를 겸하고 중국 동북 지방을 실질로 지배하기 시작한 이 기간에 관동군은 남만주철도주식회사와 함께 식민지를 공고히 지배하고 일본의 이익을 위해 철도 사업을 했다. 만주국의 주요한 정책 입안과 집행은 관동군 사령관에게 재가(裁可)받아야 했다.
관동군은 괴뢰 정권인 만주국을 실질로 통치하는 기구였고 관동군 사령관이 만주국의 실권자였다.

## 군비
소련을 대상으로 한 전쟁 준비와 중국 침공을 준비하느라고 관동군의 병력은 차츰 증강되었다. 1933년에는 규모가 10만 명이었는데, 관동군은 1938년 장고봉 사건과 1939년 노몬한 사건으로 소련에 도발했다가 패했다. 나치 독일이 소련을 침공한 후에는 독일을 도와 소련을 견제하려는 목적으로 병력을 크게 늘려 1941년 관동군특별대연습(關東軍特別大演習) 때는 약 100만 명이 되었다.

## 패망
그러나 1941년에 일본이 미국을 상대로 태평양 전쟁을 일으키자 1943년 가을 이후에는 전력을 동남아시아를 위시한 남방 전선으로 이동하게 되어 만주에는 형식적 전력만 남았다. 1945년 8월 6일 미국이 원자폭탄을 투하한 이후 미국의 영향력을 줄이기 위한 계산으로 소련과 협력하여 신속하게 점령지를 소련군에게 넘겨주어 소련군이 미국보다 먼저 한반도에 진군하도록 협조한다. 일본이 무조건 항복을 선언한 후인 1945년 8월 19일에 관동군 사령관도 무조건 항복했다.

## 지휘부

### 사령관
|    | 이름                               | 취임             | 퇴임             |
| -- | ---------------------------------- | ---------------- | ---------------- |
| 1  | 다치바나 고이치로(立花小一郎) 중장 | 1919년 4월 12일  | 1921년 1월 6일   |
| 2  | 가와이 미사오(河合操) 중장         | 1921년 1월 6일   | 1922년 5월 10일  |
| 3  | 오노 미노부(尾野実信) 대장         | 1922년 5월 10일  | 1923년 10월 10일 |
| 4  | 시라카와 요시노리(白川義則) 중장   | 1923년 10월 10일 | 1926년 7월 28일  |
| 5  | 무토 노부요시(武藤信義) 대장       | 1926년 7월 28일  | 1927년 8월 26일  |
| 6  | 무라오카 조타로(村岡長太郎) 중장   | 1927년 8월 26일  | 1929년 7월 1일   |
| 7  | 하타 에이타로(畑英太郎) 중장       | 1929년 7월 1일   | 1930년 5월 31일  |
| 8  | 히시카리 다카시(菱刈隆) 대장       | 1930년 6월 3일   | 1931년 8월 1일   |
| 9  | 혼조 시게루(本庄繁) 중장           | 1931년 8월 1일   | 1932년 8월 8일   |
| 10 | 무토 노부요시(武藤信義) 대장       | 1932년 8월 8일   | 1933년 7월 27일  |
| 11 | 히시카리 다카시(菱刈隆) 대장       | 1933년 7월 29일  | 1934년 12월 10일 |
| 12 | 미나미 지로(南次郎) 대장           | 1934년 12월 10일 | 1936년 3월 6일   |
| 13 | 우에다 겐키치(植田謙吉) 대장       | 1936년 3월 6일   | 1939년 9월 7일   |
| 14 | 우메즈 요시지로(梅津美治郎) 중장   | 1939년 9월 7일   | 1944년 7월 18일  |
| 15 | 야마다 오토조(山田乙三) 대장       | 1944년 7월 18일  | 1945년 8월 11일  |

### 참모장
|    | 이름                                 | 취임             | 퇴임             |
| -- | ------------------------------------ | ---------------- | ---------------- |
| 1  | 하마오모테 마타스케(浜面又助) 소장   | 1919년 4월 12일  | 1921년 3월 11일  |
| 2  | 후쿠하라 요시야(福原佳哉) 소장       | 1921년 3월 11일  | 1923년 8월 6일   |
| 3  | 가와다 아키하루(川田明治) 소장       | 1923년 8월 6일   | 1925년 12월 2일  |
| 4  | 사이토 히사시(斎藤恒) 소장           | 1925년 12월 2일  | 1928년 8월 10일  |
| 5  | 미야케 미쓰하루(三宅光治) 소장       | 1928년 8월 10일  | 1932년 4월 11일  |
| 6  | 하시모토 도라노스케(橋本虎之助) 소장 | 1932년 4월 11일  | 1932년 8월 8일   |
| 7  | 고이소 구니아키(小磯国昭) 중장       | 1932년 8월 8일   | 1934년 3월 5일   |
| 8  | 니시오 도시조(西尾寿造) 중장         | 1934년 3월 5일   | 1936년 3월 23일  |
| 9  | 이타가키 세이시로(板垣征四郎) 소장   | 1936년 3월 23일  | 1937년 3월 1일   |
| 10 | 도조 히데키(東条英機) 중장           | 1937년 3월 1일   | 1938년 5월 30일  |
| 11 | 이소가이 렌스케(磯谷廉介) 중장       | 1938년 6월 18일  | 1939년 9월 7일   |
| 12 | 이무라 조(飯村穣) 중장               | 1939년 9월 7일   | 1940년 10월 22일 |
| 13 | 기무라 헤이타로(木村兵太郎) 중장     | 1940년 10월 22일 | 1941년 4월 10일  |
| 14 | 요시모토 사다카즈(吉本貞一) 중장     | 1941년 4월 10일  | 1942년 8월 1일   |
| 15 | 가사하라 유키오(笠原幸雄) 중장       | 1942년 8월 1일   | 1945년 4월 7일   |
| 16 | 하타 히코사부로(秦彦三郎) 중장       | 1945년 4월 7일   | 1945년 8월 11일  |

## 편성
- 제1방면군
  - 제3군
    - 제79사단
    - 제122사단
    - 제127사단
    - 제128사단
    - 혼성 제132여단
    - 나선 요새사령부

  - 제5군
    - 제124사단
    - 제126사단
    - 제135사단
    - 제15국경수비대
    - 제1공병사령부
    - 제122사단
    - 제134사단
    - 제139사단
    - 제2특별경비대
- 제3방면군
  - 제30군
    - 제39사단
    - 제125사단
    - 제138사단
    - 제148사단
    - 제2공병사령부

  - 제44군
    - 제63사단
    - 제107사단
    - 제117사단
    - 전차 제9여단
    - 제108사단
    - 제136사단
    - 혼성 제79여단
    - 혼성 제130여단
    - 혼성 제134여단
    - 전차 제1여단
    - 만주경비사령부
    - 제22야전고사포대사령부
    - 제1특별경비대
- 제17방면군
  - 제58군
    - 제96사단
    - 제111사단
    - 제121사단
    - 혼성 제108여단
    - 제12포병사령부
    - 제120사단
    - 제150사단
    - 제160사단
    - 제320사단
    - 혼성 제127여단
    - 제12공병사령부
    - 부산 요새사령부
    - 여수 요새사령부
    - 제12야전수송사령부

  - 제4군
    - 제119사단
    - 제123사단
    - 제149사단
    - 혼성 제80여단
    - 혼성 제131여단
    - 혼성 제135여단
    - 혼성 제136여단

  - 제34군
    - 제59사단
    - 제137사단
    - 혼성 제133여단
    - 영흥항 요새사령부

  - 대륙철도사령부
    - 관동군 철도대사령부
    - 조선 철도대사령부
    - 철도 제19연대
    - 철도 제20연대

직속부대
- 병사부
- 516부대/화학부
- 659부대/방역급수대
  - 731부대/본부
  - 643부대/무단강 지부
  - 162부대/린커우 지부
  - 673부대/쑨우 지부
  - 543부대/하이라얼 지부
  - 319부대/다롄 지부
- 100부대/군마 방역창
- 보급부
- 헌병대사령부
- 통신대사령부
- 건설단사령부
- 정보대
- 특종정보대
- 수상사령부
- 기술부
- 측량부
- 기동 제1여단

## 같이 보기
- 일본 제국 육군의 군 목록
- 관동군 특종연습(일본어판)
- 만주국군
- 일본 제국주의
- 일본의 전쟁 범죄